# Палитра

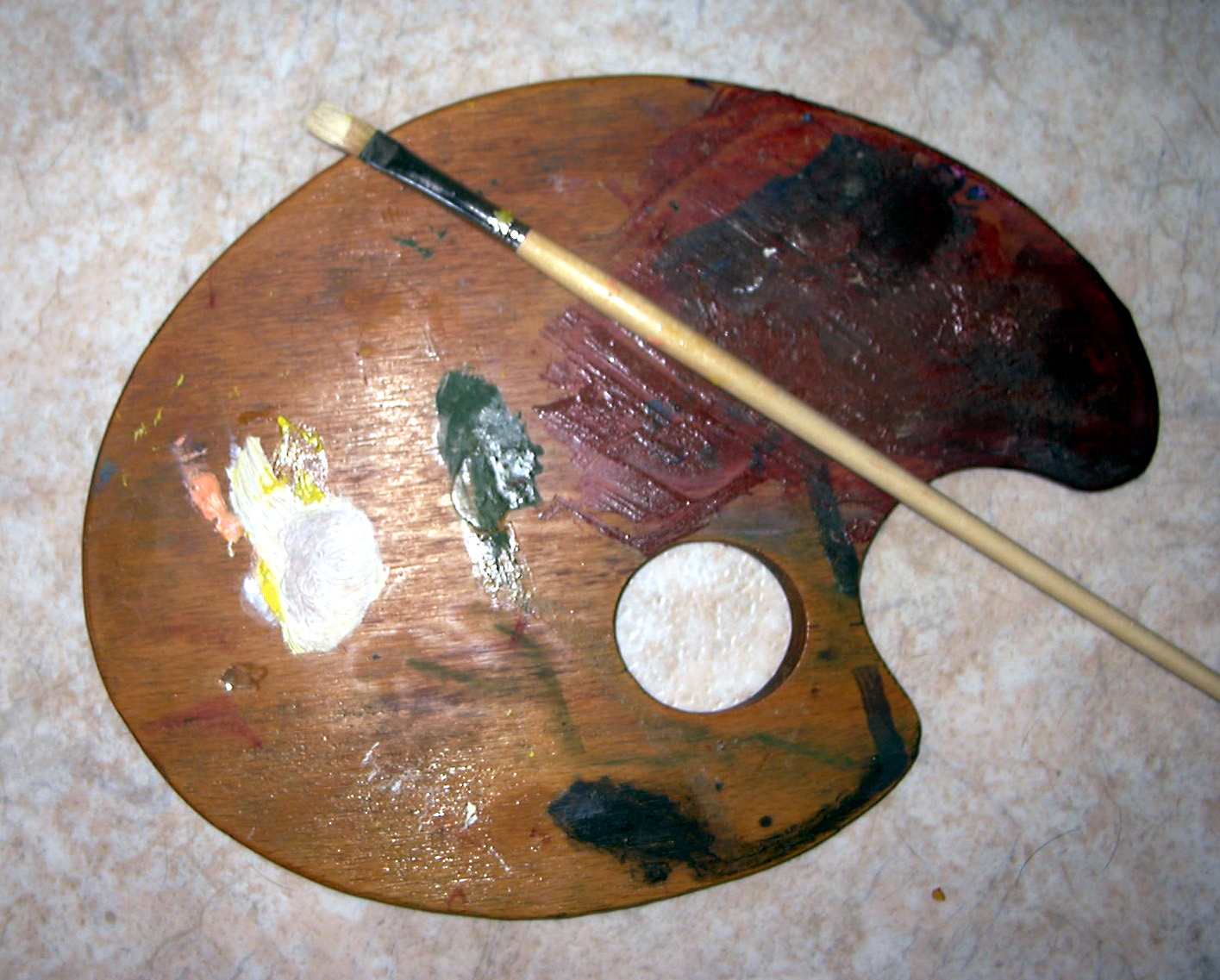
Палитра с кистью

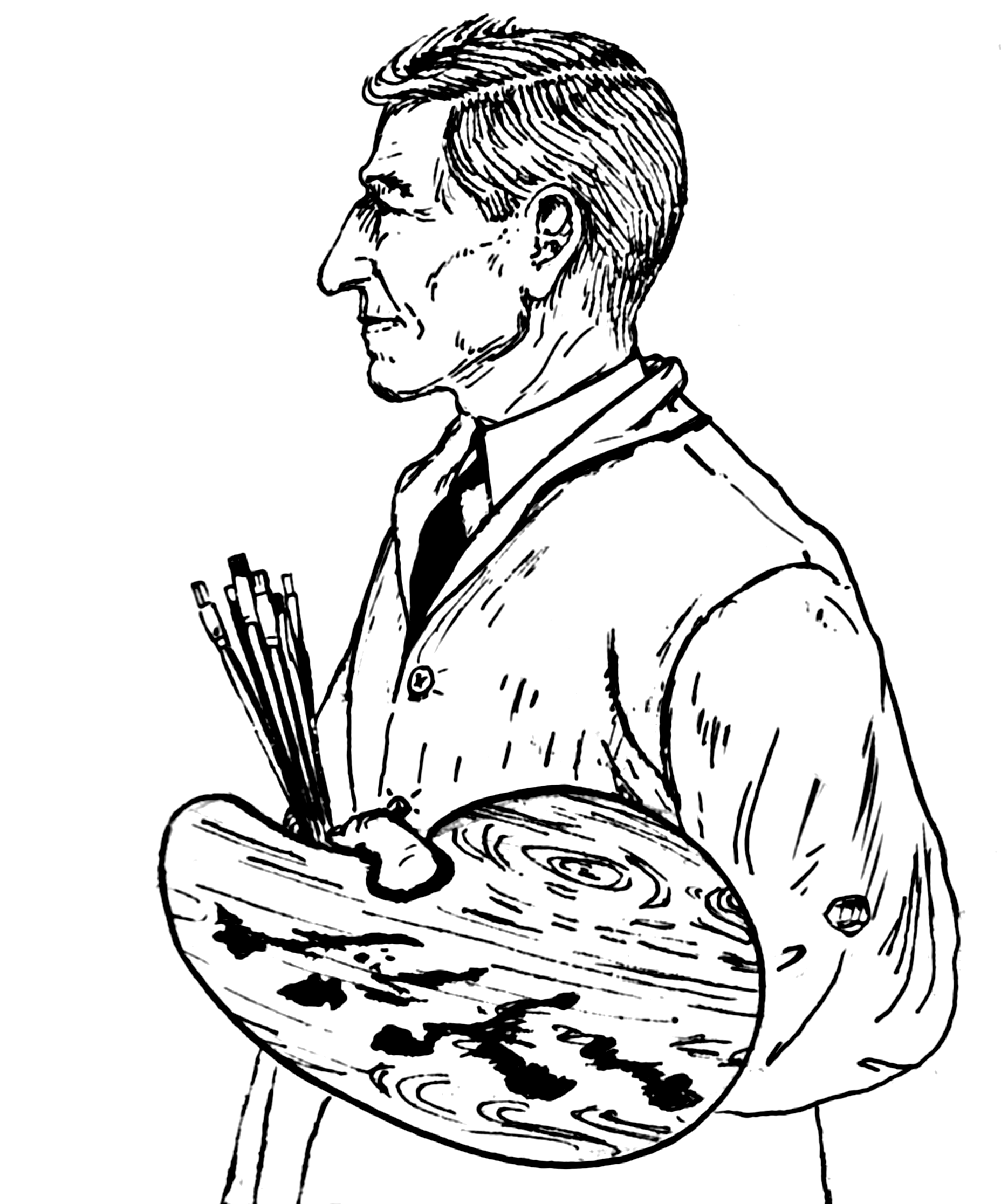
Художник с палитрой

Палитра (сред. ниж. нем. palitter, в свою очередь от др. франк. paleutr, лат. paleterum — «пластинка», «дощечка») — небольшая тонкая и лёгкая доска четырёхугольной или овальной формы, на которой художник смешивает во время работы чистые краски для получения необходимых цветов. Часто палитра имеет отверстие для большого пальца руки.
Для масляной живописи палитра обычно делается из дерева; для других видов живописной техники может быть сделана из жести, эмалированного металла, фарфора, фаянса.
В переносном смысле слово «палитра» означает набор красок, которыми пользуется тот или иной художник в своей работе, а также подбор цветов, типичных для конкретной картины, её колорита, или для целого ряда произведений определённого художника, художественного течения, стиля,  школы в искусстве.

## История
Художники Древнего Египта смешивали краски на небольших досках. В европейской живописи палитра не была известна до XV века. Рисунок IX века представляет апостола Луку, пишущего Богоматерь, держа горшок с краской в руке. Ченнино Ченнини в своем трактате «Книга об искусстве» не упоминает это приспособление, хотя довольно подробно разбирает вопрос смешивания красок для изображения различных предметов. Старые мастера вплоть до эпохи Возрождения, работая маслом, смешивали краски предварительно так же, как при живописи темперой. Джорджо Вазари рассказывает о том, что болонский художник Аспертини при работе держал горшки с красками за поясом. На картине, датируемой 1519 годом, апостол Лука изображён с очень маленькой палитрой, как отмечает Д. Киплик, в то время палитры предназначались для нюансировки предварительно смешанных красок.
С течением времени были выбраны две оптимальные формы для палитр — прямоугольная и овальная, палитра получила отверстие для пальца в углу для удерживания её во время работы. В работе Теодора Майерна (de Mayerne manuscript, 1620 — составлен из бесед Майерна с художниками) приводится инструкция по изготовлению палитры, пропитанной клеем. Деревянная дощечка замачивалась в емкости с раствором клея на огне, а потом выдерживалась, во избежание коробления, под прессом. Как отмечает автор, такая палитра станет «очень хороша» после того, как художник некоторое время поработает на ней. Наиболее подходящим материалом для деревянной палитры считалась древесина, обладающая двумя важными качествами — плотностью и лёгкостью (платана, бука, самшита, груши, яблони).
Само расположение красок на палитре и их подбор могут помочь раскрыть особенности индивидуальной манеры художника, детали процесса работы. Иногда на персональных выставках мастеров вместе с их произведениями экспонируются и палитры. 
Наиболее распространено было размещение красок по верхнему краю палитры согласно их порядку в цветовом спектре и движению от светлой краски к более тёмной.
После работы палитру следует обязательно вычистить шпателем и протереть её насухо, оставив на ней только чистые краски.

## Материал
Дерево для палитры может быть любым, кроме хвойного, не дающим сколов и не ломающимся. Лучшими видами дерева считаются лёгкие: груша, клён, орех. Чтобы палитра не вытягивала масло из красок, её пропитывают маслом, горячим воском или покрывают масляным лаком. Последнее предпочтительней, так как лак не растворяется красками в процессе работы. Удобны палитры толстые около отверстия для удерживающего пальца и утончающиеся к верхнему и левому краям. Палитры из клееной фанеры прочны, но, так как их толщина одинакова везде, очень тяжелы
Для работы с акварелью, чтобы художник видел краску без искажения такой, какой она будет положена на бумагу, палитра должна быть белой и непрозрачной. Палитры для акварели изготавливаются из фарфора или фаянса, пластмассы с лунками для разведённых красок. Удобна металлическая палитра в виде коробки, внутренняя часть которой покрыта белой эмалью. Самый простой и доступный вариант палитры для акварели — обычный лист белой бумаги. Для гуаши используются палитры из этих же материалов. К таким палитрам можно прикрепить губку для увлажнения бумаги, краски в плитках, промокательную бумагу.